# Serge Mputu Mbungu
Serge Mputu-Bandu Mbungu (ur. 21 maja 1980) – kongijski piłkarz grający na pozycji napastnika.

## Kariera klubowa
Karierę piłkarską Mputu Mbungu rozpoczął w klubie AS Paulino z Kinszasy. W 1998 zadebiutował w jego barwach w pierwszej lidze Demokratycznej Republiki Konga. Grał w nim do połowy 1999, gdy przeszedł do sudańskiego Al-Hilal Omdurman, z którym w 1999 wywalczył mistrzostwo Sudanu, a w 2000 zdobył Puchar Sudanu.
W 2001 Mputu Mbungu wyjechał do Belgii i został zawodnikiem KSC Lokeren. Wiosną 2001 rozegrał w nim 2 mecze w pierwszej lidze belgijskiej, a na sezon 2001/2002 został wypożyczony do KRC Harelbeke z drugiej ligi. W sezonie 2002/2003 ponownie grał w Lokeren.
W 2003 Mputu Mbungu wrócił do Al-Hilal Omdurman i do 2005 trzykrotnie z rzędu został z nim mistrzem kraju. W 2004 zdobył też Puchar Sudanu. W 2006 Kongijczyk odszedł do angolskiej Benfiki Luanda. Grał w niej do końca 2008, a w 2009 został zawodnikiem AS Vita Club. W 2012 wrócił na krótko do Benfica Luanda.

## Kariera reprezentacyjna
W reprezentacji Demokratycznej Republiki Konga Mputu Mbungu zadebiutował w 1999 roku. W 2000 roku rozegrał 1 mecz w Pucharze Narodów Afryki 2000, z Gabonem (0:0).